# Abris de la Peña del Escrito
Les abris de la Peña del Escrito (les abris du Rocher de l'Écrivain, en français) sont trois abris-sous-roche contenant des peintures rupestres, situés dans la commune de Villar del Humo, dans la province de Cuenca, en Castille-La Manche, en Espagne,. Ils font partie de l'ensemble inscrit au Patrimoine mondial de l'Unesco en 1998 sous le nom d'Art rupestre du bassin méditerranéen de la péninsule Ibérique. Ils sont protégés comme Bien d'intérêt culturel depuis 1924 (cote RI-51-0000284).

## Situation
Les abris de la Peña del Escrito sont situés à environ 8 km du bourg de Villar del Humo, dans la Sierra de las Cuerdas. Les abris I et II se trouvent sur le flanc sud d'une formation rocheuse et l'abri III à son sommet.

## Historique
Les abris et leurs peintures rupestres ont été découverts en 1917.

## Art rupestre
Les peintures rupestres montrent deux styles distincts qui correspondent à deux époques : d'une part l'Art levantin, expression des chasseurs-cueilleurs du Mésolithique, constitué de représentations figuratives, et d'autre part l'Art schématique ibérique des agriculteurs du Néolithique récent, composé de motifs schématiques ou abstraits. La couleur prédominante des peintures est le rouge, dans une large gamme qui oscille entre des tons proches du marron ou du violet et de l'orange.

### Peña del Escrito I

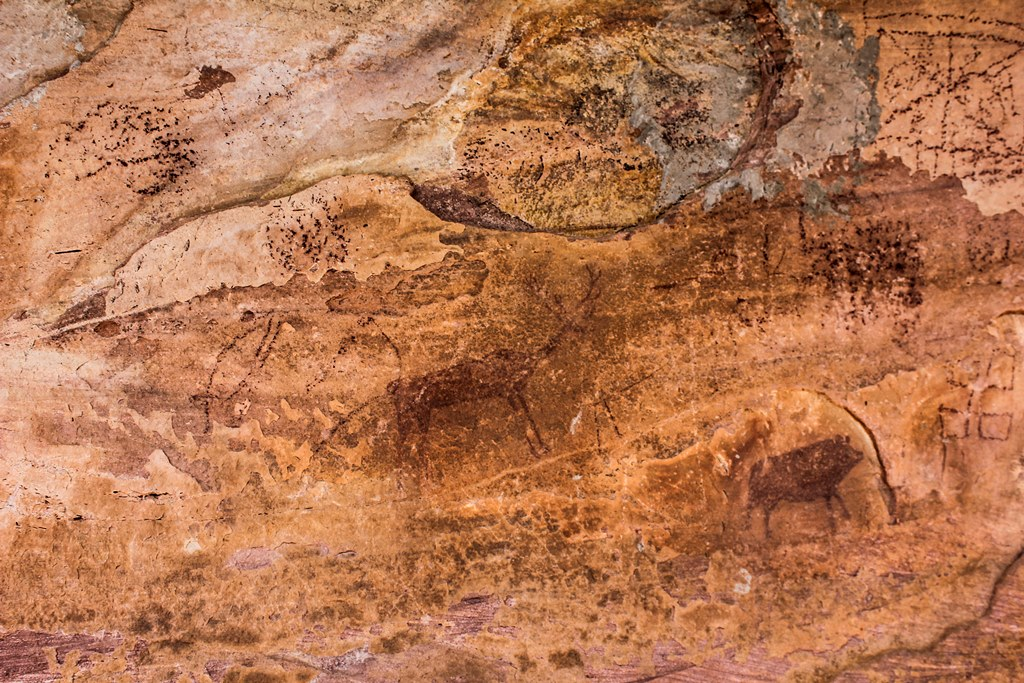
Peña del Escrito I

Sur la partie la plus haute du flanc sud de la Peña del Escrito se trouve un abri d'environ 10 m de large. Les motifs peints sont divisés en plusieurs groupes sans division claire en panneaux. 27 peintures de styles variés ont été identifiées. Les motifs levantins sont situés à gauche et au centre. Ils représentent des espèces de gibier telles que le cerf, la biche, la chèvre, le taureau et le sanglier. Sur le côté droit, on trouve des figures schématiques telles que des barres verticales, des doigtés et quelques animaux simplifiés. En plus des figures préhistoriques, il y a une grande quantité de graffitis.

### Peña del Escrito II

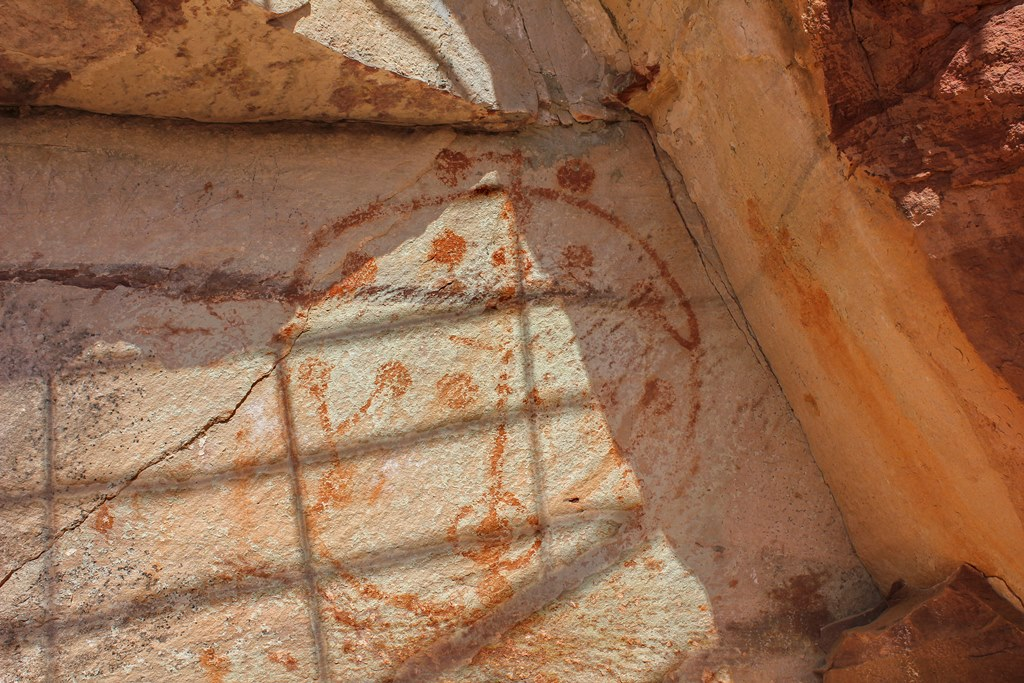
Peña del Escrito II

C'est l'abri qui possède le plus grand nombre de figures, avec 138 motifs individuels. Le panneau peint a des dimensions d'environ 4 m de long sur 1,20 m de haut. Sur la gauche du panneau se trouvent quatre groupes composés de motifs naturalistes de style levantin : figures humaines et animales telles que taureaux, bouquetins et sangliers. Ces figures ont été peintes dans une zone où la roche présente une patine sombre. À droite, la coloration plus claire dénote le détachement d'un rocher après la peinture des figures levantines. Différents motifs schématiques ont été peints ultérieurement sur cette surface, mettant en valeur deux alignements de points épais et une étrange figure circulaire complexe.

## Parc culturel
Les abris font partie du Parc culturel de Villar del Humo, qui comprend un centre d'interprétation des peintures rupestres à destination des visiteurs.